# ГЕС Лайтяу
ГЕС Лайтяу (в'єт. Nhà máy thủy điện Lai Châu) — гідроелектростанція у північній частині В'єтнаму. Знаходячись між ГЕС Пак-Ма (вище по течії) та ГЕС Шонла, входить до складу каскаду на річці Да, правій притоці Хонгхи (біля Хайфона впадає у Тонкінську затоку Південно-Китайського моря).
У межах проекту річку перекрили греблею з ущільненого котком бетону висотою 137 метрів, довжиною 612 метрів та шириною по гребеню 12 метрів. Вона потребувала 2,5 млн м3 матеріалу, при цьому всього під час спорудження гідрокомплексу витратили 3,6 млн м3 бетону та виконали земляні роботи в обсязі 14,9 млн м3 (в т. ч. половину у твердих породах). Гребля утримує водосховище з площею поверхні 39,6 км2 та об'ємом 1215 млн м3 (корисний об'єм 711 млн м3), в якому припустиме коливання рівня поверхні у операційному режимі між позначками 270 та 295 метрів НРМ (у випадку повені останній показник може зростати до 303 метрів НРМ).
Пригреблевий машинний зал обладнали трьома турбінами типу Френсіс потужністю по 400 МВт, які при напорі від 65 до 95 метрів повинні забезпечувати виробництво 4671 млн кВт-год електроенергії на рік.
Видача продукції відбувається по ЛЕП, розрахованих на роботу під напругою 500 кВ та 110 кВ.